# Campionat britànic de trial 1961
La temporada de 1961 del Campionat britànic de trial fou la 12a edició d'aquest campionat, organitzat per l'ACU. El calendari oficial constava de 15 proves puntuables.

## Classificació final
| Posició | Pilot           | Motocicleta | Punts |
| ------- | --------------- | ----------- | ----- |
| 1       | Sammy Miller    | Ariel       | 92    |
| 2       | Gordon Jackson  | AJS         | 56    |
| 3       | Scott Ellis     | Triumph     | 53    |
| 4       | John Giles      | Triumph     | 50    |
| 5       | Roy Peplow      | Triumph     | 45    |
| 6       | Jeff Smith      | BSA         | 45    |
| 7       | Gordon Blakeway | Triumph     | 29    |
| 8       | Arthur Lampkin  | BSA         | 27    |
| 9       | Brian Martin    | BSA?        | 26    |
| 10      | Ray Sayer       | Triumph     | 24    |